# 东方神曲
东方神曲是广东省深圳市一座已关闭的主题公园，景区于1992年底开幕，2006年正式停业。东方神曲耗资近2000万人民币建设，以中国传统神话故事《西游记》为主题设计，占地面积五万多平方米。原址位于罗湖区黄贝岭深沙路1号，现址已发展为万佛禅寺。

## 历史
1991年，由香港荣俊有限公司、大连华鑫总行、深圳旅游商品总汇公司、深圳东湖公园4家企业投资，景区以“东湖西游宫”的名义展开筹建工作。

1992年底，景区正式开幕，并更名东方神曲。
1993年，全年门票收入达到2000万元，当年入园人数为历史最高值。
1994年，因罗芳立交的施工建设，景区游客大幅度减少。同年，景区转让给深圳五洲实业股份有限公司运营。
2005年，东方神曲荒废现状引发深圳当地媒体广泛关注，当局决定提前进行改造计划，包括绿化、停车场及广场的改善工程。
2006年。景区与东湖公园的承包合同到期，东方神曲景区正式关闭，原区域转型为群众休闲场所，为东湖公园的一部分。

## 设施及景点
原景区包含三十余个游乐设施，包括天宫地府、愿望树、水帘洞等。